# Вільча-Воля (Мазовецьке воєводство)
Вільча-Воля (пол. Wilcza Wola) — село в Польщі, у гміні Шидловець Шидловецького повіту Мазовецького воєводства.
Населення — 123 особи (2011).
У 1975-1998 роках село належало до Радомського воєводства.

## Демографія
Демографічна структура станом на 31 березня 2011 року:
|          | Загалом | Допрацездатний вік | Працездатний вік | Постпрацездатний вік |
| -------- | ------- | ------------------ | ---------------- | -------------------- |
| Чоловіки | 59      | 17                 | 37               | 5                    |
| Жінки    | 64      | 13                 | 35               | 16                   |
| Разом    | 123     | 30                 | 72               | 21                   |